# رجل الذئب العنقودي
رجل الذئب العنقودي (الاسم العلمي:Lycopodium paniculatum) هو نوع من النباتات يتبع جنس رجل الذئب من فصيلة الرجل الذئبية.